# Insenatura di Sweeny
L'insenatura di Sweeny è un'insenatura situata sulla costa di Bakutis, nella Terra di Marie Byrd, in Antartide. L'insenatura, larga circa 33 km e completamente ricoperta dai ghiacci della parte sud-orientale della piattaforma Getz, si trova in particolare tra la penisola Martin, a est, e la penisola Spaulding, a ovest.

## Storia
L'insenatura di Sweeny è stata mappata da membri dello United States Geological Survey grazie a fotografie aeree scattate dalla marina militare statunitense durante sorvoli effettuati tra il 1959 e il 1967. Essa è stata poi così battezzata dal Comitato consultivo dei nomi antartici in onore del capitano Timothy A. Sweeny, ufficiale in comando alla base di recupero aereo del duomo Charlie nel corso dell'Operazione Deep Freeze della stagione 1975-1976. In quella stagione, gli operatori della base riuscirono a ripristinare due LC-130 che erano rimasti danneggiati presso il duomo Charlie il 15 gennaio e il 4 novembre 1975.